# Mistrovství světa v malém fotbale žen IFA7 2022
Mistrovství světa v malém fotbale žen IFA7 2022 bylo 1. ročníkem MS v malém fotbale žen IFA7, které se konalo v peruánském hlavním městě Lima v období od 22. do 25. září 2022. Účastnili se ho 4 týmy, které hráli v jedné skupině po 4. Ze skupiny postoupil do finále první a druhý celek. Celky na třetím a čtvrtém místě svedli souboj o bronz. Vyřazovací fáze zahrnovala 2 zápasy. Peru postoupilo do finále, ve kterém porazilo Kostariku 3:2 po penaltách a poprvé tak vyhrálo mistrovství světa.

## Stadion
Mistrovství se odehrálo na jednom stadionu v jednom hostitelském městě: Complejo Deportivo Niño Héroe Manuel Bonilla (Lima).
| Lima                                         |
| -------------------------------------------- |
| Complejo Deportivo Niño Héroe Manuel Bonilla |
| Kapacita: 6 500                              |
| Lima                                         |

## Zápasy
Čas každého zápasu je uveden v lokálním čase.

### Skupinová fáze
| Vysvětlivky                        |
| ---------------------------------- |
| Tým postupuje do finále            |
| Tým postupuje do zápasu o 3. místo |
| Vítěz zápasu je tučně zvýrazněn    |

#### Skupina A
| Tým       | Z | V | R | P | VG | IG | +/− | B |
| --------- | - | - | - | - | -- | -- | --- | - |
| Peru      | 3 | 2 | 0 | 1 | 8  | 3  | +5  | 6 |
| Kostarika | 3 | 2 | 0 | 1 | 8  | 6  | +2  | 6 |
| Venezuela | 3 | 1 | 0 | 2 | 5  | 8  | −3  | 3 |
| Chile     | 3 | 1 | 0 | 2 | 5  | 12 | −7  | 3 |

| 22. září 2022 19:00 |                  |           |                                                    |
| Kostarika           | 3 : 3 0 : 1 pen. | Venezuela | Complejo Deportivo Niño Héroe Manuel Bonilla, Lima |
|                     |                  |           | Complejo Deportivo Niño Héroe Manuel Bonilla, Lima |

| 22. září 2022 21:00 |       |       |                                                    |
| Peru                | 4 : 1 | Chile | Complejo Deportivo Niño Héroe Manuel Bonilla, Lima |
|                     |       |       | Complejo Deportivo Niño Héroe Manuel Bonilla, Lima |

| 23. září 2022 15:00 |                  |           |                                                    |
| Chile               | 2 : 2 1 : 0 pen. | Venezuela | Complejo Deportivo Niño Héroe Manuel Bonilla, Lima |
|                     |                  |           | Complejo Deportivo Niño Héroe Manuel Bonilla, Lima |

| 23. září 2022 17:00 |       |           |                                                    |
| Peru                | 1 : 2 | Kostarika | Complejo Deportivo Niño Héroe Manuel Bonilla, Lima |
|                     |       |           | Complejo Deportivo Niño Héroe Manuel Bonilla, Lima |

| 24. září 2022 15:00 |       |           |                                                    |
| Chile               | 2 : 3 | Kostarika | Complejo Deportivo Niño Héroe Manuel Bonilla, Lima |
|                     |       |           | Complejo Deportivo Niño Héroe Manuel Bonilla, Lima |

| 24. září 2022 17:00 |       |           |                                                    |
| Peru                | 3 : 0 | Venezuela | Complejo Deportivo Niño Héroe Manuel Bonilla, Lima |
|                     |       |           | Complejo Deportivo Niño Héroe Manuel Bonilla, Lima |

#### O 3. místo
| 25. září 2022 15:00 |       |           |                                                    |
| Chile               | 3 : 1 | Venezuela | Complejo Deportivo Niño Héroe Manuel Bonilla, Lima |
|                     |       |           | Complejo Deportivo Niño Héroe Manuel Bonilla, Lima |

#### Finále
| 25. září 2022 17:00 |                  |           |                                                    |
| Peru                | 2 : 2 3 : 0 pen. | Kostarika | Complejo Deportivo Niño Héroe Manuel Bonilla, Lima |
|                     |                  |           | Complejo Deportivo Niño Héroe Manuel Bonilla, Lima |